# Ben Green
Ben Joseph Green FRS (Bristol, 27 de fevereiro de 1977) é um matemático britânico. Especialista em combinatória e teoria dos números. É Waynflete Professor of Pure Mathematics da Universidade de Oxford.